# 周永祖
周永祖（英語：Weng Cho Chew, 1953年—）是一位美籍华人科学家，香港大学工程学院院长。电子科技大学名誉教授。美国国家工程院院士。

## 生平
1953年出生于马来西亚，毕业于美国麻省理工学院，获得电机工程学学士、硕士及博士学位。毕业后，他在斯价贝谢·道尔研究中心（英語：Schlumberger-Doll Research, Ridgefield）工作，最终职位是主管。
1985年，周永祖开始在美国伊利诺伊大学香槟分校教书。
1986年，周永祖获得“总统青年科学家奖”。
1995年，周永祖担任美国伊利诺伊大学香槟分校计算电磁学及电磁学实验室总监。
2013年2月7日，周永祖当选为美国国家工程院院士。